# Georges Mikautadze
Georges Mikautadze (Huân chương Danh dự) (tiếng Gruzia: გიორგი მიქაუტაძე Giorgi Mikautadze; sinh ngày 31 tháng 10 năm 2000) là một cầu thủ bóng đá chuyên nghiệp người Gruzia hiện đang thi đấu ở vị trí tiền đạo cho câu lạc bộ Ligue 1 Lyon và đội tuyển bóng đá quốc gia Gruzia.

## Sự nghiệp câu lạc bộ
Mikautadze ra mắt chuyên nghiệp với Metz trong trận thua Nice 4–1 ở Ligue 1 vào ngày 7 tháng 12 năm 2019. Vào ngày 10 tháng 12 năm 2019, anh ta ký hợp đồng 4 năm với Metz.
Vào tháng 6 năm 2020, Mikautadze là một trong số 6 cầu thủ Metz được cho mượn tại câu lạc bộ của Bỉ - Seraing. Sau 9 trận đấu cho đội bóng, anh đã ghi 15 bàn, trong đó có 4 bàn trong trận mở màn gặp Lommel.
Vào ngày 30 tháng 8 năm 2021, anh ta quay trở lại Seraing theo dạng cho mượn.

## Sự nghiệp quốc tế
Anh ra mắt Đội tuyển Gruzia trong trận thua 1–0 ở Vòng loại FIFA World Cup 2022 trước Thụy Điển vào ngày 25 tháng 3 năm 2021.

## Thống kê sự nghiệp

### Câu lạc bộ
Tính đến 2 tháng 6 năm 2024
| Câu lạc bộ          | Mùa giải            | Giải đấu                 | Giải đấu | Giải đấu | Cúp quốc gia | Cúp quốc gia | Châu Âu | Châu Âu | Khác | Khác | Tổng cộng | Tổng cộng |
| Câu lạc bộ          | Mùa giải            | Hạng đấu                 | Trận     | Bàn      | Trận         | Bàn          | Trận    | Bàn     | Trận | Bàn  | Trận      | Bàn       |
| ------------------- | ------------------- | ------------------------ | -------- | -------- | ------------ | ------------ | ------- | ------- | ---- | ---- | --------- | --------- |
| Metz B              | 2018–19             | Championnat National 3   | 6        | 1        | —            | —            | —       | —       | —    | —    | 6         | 1         |
| Metz B              | 2019–20             | Championnat National 3   | 18       | 8        | —            | —            | —       | —       | —    | —    | 18        | 8         |
| Metz B              | Tổng cộng           | Tổng cộng                | 24       | 9        | —            | —            | —       | —       | —    | —    | 24        | 9         |
| Metz                | 2019–20             | Ligue 1                  | 1        | 0        | —            | —            | —       | —       | 0    | 0    | 1         | 0         |
| Metz                | 2020–21             | Ligue 1                  | 1        | 0        | —            | —            | —       | —       | —    | —    | 1         | 0         |
| Metz                | 2022–23             | Ligue 2                  | 37       | 23       | 3            | 1            | —       | —       | —    | —    | 40        | 24        |
| Metz                | 2023–24             | Ligue 1                  | 20       | 13       | 0            | 0            | —       | —       | 2    | 1    | 22        | 14        |
| Metz                | Tổng cộng           | Tổng cộng                | 59       | 36       | 3            | 1            | —       | —       | 2    | 1    | 64        | 38        |
| Seraing (mượn)      | 2020–21             | Belgian First Division B | 21       | 19       | 1            | 0            | —       | —       | 2    | 3    | 24        | 22        |
| Seraing (mượn)      | 2021–22             | Belgian Pro League       | 28       | 9        | 3            | 4            | —       | —       | 2    | 1    | 33        | 14        |
| Seraing (mượn)      | Tổng cộng           | Tổng cộng                | 49       | 28       | 4            | 4            | —       | —       | 4    | 4    | 57        | 36        |
| Ajax                | 2023–24             | Eredivisie               | 6        | 0        | 1            | 0            | 2       | 0       | —    | —    | 9         | 0         |
| Metz (mượn)         | 2023–24             | Ligue 1                  | 20       | 13       | 0            | 0            | —       | —       | 2    | 1    | 22        | 14        |
| Metz                | 2024–25             | Ligue 2                  | 0        | 0        | 0            | 0            | —       | —       | —    | —    | 0         | 0         |
| Tổng cộng sự nghiệp | Tổng cộng sự nghiệp | Tổng cộng sự nghiệp      | 138      | 76       | 8            | 5            | 2       | 0       | 6    | 5    | 154       | 83        |

1. ↑  Một phần của mùa giải này đã được cho mượn từ Ajax
2. ↑  Số lần ra sân tại Ligue 1 relegation/promotion play-offs
3. ↑  Số lần ra sân tại Belgian First Division B play-off lên hạng
4. ↑  Số lần ra sân tại Belgian Pro League play-off xuống hạng
5. ↑  Số lần ra sân tại UEFA Europa League
6. ↑  Số lần ra sân tại Ligue 1 relegation/promotion play-offs

### Quốc tế
Tính đến 30 tháng 6 năm 2024
| Đội tuyển | Năm       | Trận | Bàn |
| --------- | --------- | ---- | --- |
| Gruzia    | 2021      | 7    | 1   |
| Gruzia    | 2022      | 6    | 1   |
| Gruzia    | 2023      | 9    | 7   |
| Gruzia    | 2024      | 7    | 4   |
| Tổng cộng | Tổng cộng | 29   | 13  |

Tính đến 18 tháng 6 năm 2023
Tỷ số và kết quả liệt kê bàn thắng đầu tiên của Georgia, cột điểm cho biết điểm số sau mỗi bàn thắng của Mikautadze.
| #   | Thời gian            | Địa điểm                                           | Đối thủ      | Bàn thắng | Kết quả | Giải đấu                    |
| --- | -------------------- | -------------------------------------------------- | ------------ | --------- | ------- | --------------------------- |
| 1.  | 2 tháng 6 năm 2021   | Sân vận động Ilie Oană, Ploiești, România          | România      | 1–0       | 2–1     | Giao hữu                    |
| 2.  | 2 tháng 6 năm 2022   | Boris Paichadze Dinamo Arena, Tbilisi, Gruzia      | Gibraltar    | 3–0       | 4–0     | UEFA Nations League 2022–23 |
| 3.  | 28 tháng 3 năm 2023  | Adjarabet Arena, Batumi, Gruzia                    | Na Uy        | 1–1       | 1-1     | Vòng loại UEFA Euro 2024    |
| 4.  | 18 tháng 6 năm 2023  | AEK Arena, Larnaca, Síp                            | Síp          | 1–0       | 2–1     | Vòng loại UEFA Euro 2024    |
| 5.  | 12 tháng 10 năm 2023 | Sân vận động Mikheil Meskhi, Tbilisi, Gruzia       | Thái Lan     | 3–0       | 8–0     | Giao hữu                    |
| 6.  | 12 tháng 10 năm 2023 | Sân vận động Mikheil Meskhi, Tbilisi, Gruzia       | Thái Lan     | 4–0       | 8–0     | Giao hữu                    |
| 7.  | 12 tháng 10 năm 2023 | Sân vận động Mikheil Meskhi, Tbilisi, Gruzia       | Thái Lan     | 5–0       | 8–0     | Giao hữu                    |
| 8.  | 12 tháng 10 năm 2023 | Sân vận động Mikheil Meskhi, Tbilisi, Gruzia       | Thái Lan     | 7–0       | 8–0     | Giao hữu                    |
| 9.  | 15 tháng 10 năm 2023 | Sân vận động Mikheil Meskhi, Tbilisi, Gruzia       | Síp          | 4–0       | 4-0     | Vòng loại UEFA Euro 2024    |
| 10. | 10 tháng 6 năm 2024  | Sân vận động Podgorica City, Podgorica, Montenegro | Montenegro   | 2–0       | 3–1     | Giao hữu                    |
| 11. | 18 tháng 6 năm 2024  | Westfalenstadion, Dortmund, Đức                    | Thổ Nhĩ Kỳ   | 1–1       | 1–3     | UEFA Euro 2024              |
| 12. | 22 tháng 6 năm 2024  | Volksparkstadion, Hamburg, Đức                     | Cộng hòa Séc | 1–0       | 1–1     | UEFA Euro 2024              |
| 13. | 26 tháng 6 năm 2024  | Arena AufSchalke, Gelsenkirchen, Đức               | Bồ Đào Nha   | 2–0       | 2–0     | UEFA Euro 2024              |

## Danh hiệu
Cá nhân
- Ligue 2 - Cầu thủ xuất sắc nhất mùa giải: 2022–23[9]
- UNFP Ligue 2 - Đội hình tiêu biểu của mùa giải: 2022–23[10]